# Măgherani
Măgherani (in ungherese Nyárádmagyarós, in tedesco Ungarischdorf) è un comune della Romania di 1415 abitanti, ubicato nel distretto di Mureș, nella regione storica della Transilvania. 
Il comune è formato dall'unione di 3 villaggi: Măgherani, Șilea Nirajului, Torba.
Nel 2004 i villaggi di Bâra, Bereni, Cându, Drojdii, Eremieni, Maia e Mărculeni si sono staccati dal comune di Măgherani, andando a formare il nuovo comune di Bereni.